# Hideo Bō
Hideo Bō (坊秀男, Bō Hideo) est un homme politique japonais né le 25 juin 1904 et mort le 8 aout 1990.